# Линзи Дрю
Линдзи „Линзи“ Джейн Дрю (на английски: Lindsey "Linzi" Jane Drew) е британска порнографска актриса, еротичен модел и актриса в игрални филми, родена на 11 май 1958 г. в град Бристол, Великобритания.